# Franciszek Joniak
Franciszek Władysław Joniak (ur. 4 czerwca 1894 w Boryniczach, zm. 1 lutego 1921 w Rajczy) – kapitan Wojska Polskiego w II Rzeczypospolitej, kawaler Orderu Virtuti Militari.

## Życiorys
Urodził się w rodzinie Marcina (kolejarza) i Michaliny z domu Grabowskiej.
Absolwent lwowskiego gimnazjum, podczas nauki w którym wstąpił do IV Lwowskiej Drużyny Skautowej. Od 1912 należał do Polskich Drużyn Strzeleckich, uzyskując w nich stopień plutonowego. Jako student III roku filozofii Uniwersytetu Jana Kazimierza we Lwowie zaciągnął się, po wybuchu I wojny światowej, w szeregi Legionów Polskich i otrzymał przydział do 1 pułku piechoty. We wrześniu 1914 dowodził I plutonem 4 kompanii w I batalionie tegoż pułku. Od stycznia do końca maja 1915 przebywał na leczeniu w Cieplicach i Merano . Następnie, już w randze sierżanta, został przeniesiony na stanowisko dowódcy I plutonu w 2 kompanii 5 pułku piechoty. Wyróżnił się w dniu 1 października 1915  podczas bitwy pod Stawyhorożem, kiedy to na czele swego plutonu odbił Rosjanom baterię austriackich armat i odrzucił carski oddział na pozycję wyjściową. Dowody męstwa dał również w bitwie pod Kostiuchnówką (4-5 lipca 1916), odpierając ataki Rosjan i pozostając w linii mimo odniesionej rany, aż do czasu wycofania się własnej kompanii. Za te czyny odznaczony został Krzyżem Srebrnym Orderu Virtuti Militari. Nadanie to zostało następnie potwierdzone dekretem Wodza Naczelnego marszałka Józefa Piłsudskiego L.12845 z 17 maja 1922 roku (opublikowanym w Dzienniku Personalnym Ministerstwa Spraw Wojskowych Nr 2 z dnia 6 stycznia 1923 roku). 
Z dniem 1 stycznia 1917 roku został awansowany do stopnia chorążego. Po kryzysie przysięgowym (lipiec 1917 r.) i dezercji z armii cesarskiej działał w Polskiej Organizacji Wojskowej, zajmując stanowisko szefa sztabu okręgu. Pod koniec listopada 1918 roku wstąpił do odrodzonego Wojska Polskiego i uczestniczył w obronie Lwowa. Mianowany podporucznikiem z dniem 17 grudnia 1918 roku. W wyniku orzeczenia komisji lekarskiej miał w kwietniu 1920 roku przejść do rezerwy, co jednakże nie nastąpiło. W lipcu 1920 r. został przeniesiony do 4 pułku strzelców podhalańskich, w którego szeregach wziął udział w wojnie polsko-radzieckiej, awansując w październiku 1920 do rangi kapitana piechoty, ze starszeństwem od dnia 1 kwietnia tegoż roku . Od końca 1920 leczył się na gruźlicę w sanatorium w Rajczy koło Żywca. Tam też zmarł i spoczął na miejscowym cmentarzu w kwaterze legionistów. Franciszek Joniak nie zdążył założyć rodziny. Miał brata Jana.
Zarządzeniem prezydenta Rzeczypospolitej Ignacego Mościckiego z dnia 20 grudnia 1932 roku został, za pracę w dziele odzyskania niepodległości, odznaczony pośmiertnie Krzyżem Niepodległości.

## Ordery i odznaczenia
- Krzyż Srebrny Orderu Wojskowego Virtuti Militari nr 6576[4][1] – 17 maja 1922[5][6]
- Krzyż Walecznych (dwukrotnie)
- Krzyż Niepodległości[b]